# Jaliber, Mudhol
Jaliber là một làng thuộc tehsil Mudhol, huyện Bagalkot, bang Karnataka, Ấn Độ.